# McKenzie, Tennessee
McKenzie este un oraș care este situat în trei din comitatele statului Tennessee, și anume în comitatele Carroll,  Henry și  Weakley. Populația orașului a fost recensământul din 2000 de 5.295 de locuitori.  În McKenzie se află universitatea particulară Bethel și Tennessee Technology Center at McKenzie, un Centru tehnologic al statului Tennessee și Hotelul Universității.

## Date geografice
McKenzie este aplasat la 36°7′59″N 88°31′2″V / 36.13306°N 88.51722°V. Potrivit United States Census Bureau, orașul are o suprafață totală de 5,5 mile pătrate (14,3 km²), uscat.